# (9218) Ishiikazuo
(9218) Ishiikazuo est un astéroïde de la ceinture principale.

## Description
(9218) Ishiikazuo est un astéroïde de la ceinture principale. Il fut découvert le 20 novembre 1995 à Ōizumi par Takao Kobayashi. Il présente une orbite caractérisée par un demi-grand axe de 2,27 UA, une excentricité de 0,17 et une inclinaison de 2,8° par rapport à l'écliptique.

## Compléments